# Ніагарська ГЕС (1895)
Ніагарська ГЕС або ГЕС Едварда Діна Адамса (англ. Edward Dean Adams Power Plant) — гідроелектростанція у штаті Нью-Йорк, США, яка діяла у 1895—1961 роках. Була розташована на Ніагарському водоспаді однойменної річки. Найпотужніша електростанція змінного струму на час побудови.

## Історія
Проєкт станції розроблений у 1886 році інженером Томасом Евершодом. Консультантом з планування, спорудження та запуску станції був винахідник Нікола Тесла, проєкт електрогенератора якого і був використаний. Спорудження та експлуатацію ГЕС взяла на себе спеціально створена компанія «Niagara Falls Power Company». Проєкт реалізувала її дочірня компанія «Cataract Construction Company», президентом якої був Едвард Дін Адамс. У 1892 році технічним консультантом проєкту став інженер Джордж Форбс, після чого було розпочато спорудження станції.
Генератори змінного струму за проєктом Ніколи Тесли та Бенджаміна Ламме для ГЕС виготовила компанія «Westinghouse Electric», турбіни на базі дизайну швейцарської компанії «Faesch and Piccard» виготовила компанія «I. P. Morris». Проєкт підсобних будівель розробила компанія «McKim, Mead & White».
26 серпня 1895 року ГЕС здана в експлуатацію та запущена. 1956 року станція зазнала певних руйнувань унаслідок зсуву ґрунту. Припинила роботу у 1961 році у зв'язку із запуском нової ГЕС Роберта Мозеса.

## Характеристика
ГЕС використовувала потужність Ніагарського водоспаду через гідравлічний канал протяжністю 2 300 м. Обладнана 10 радіо-осьовими турбінами компанії «I. P. Morris» та 10 генераторами змінного струму компанії «Westinghouse Electric». Підсобні приміщення, які складали трансформаторну підстанцію, спроєктувала компанія «McKim, Mead & White». 
До 1904 року встановлено потужність 78,3 МВт.

## Принцип роботи та побудова
Річка Ніагара утворює гострий кут, на вершині якого і розташовані водоспади. На два кілометри вище водоспаду вода з річки відводиться в канаву довжиною 500 метрів і підводиться до турбін, які розташовані на 50 метрів під рівнем води, по трьом трубам. З турбін вода відводиться по двохкілометровому тунелю назад в річку до місця, яке розташоване на 0,5 кілометра нижче водоспаду. Рисунок 1 це пояснює (для кращього розуміння вихід з тунелю розмістили дуже близько до водоспадів).
У верхньому кінці тунелю, з нахилом до виходу, знаходиться висічена в скелі колісна чи турбінна шахта, яка спочатку була 54 метри завглибшки, 42 метри завдовжки и 5,5 метри завширшки та була передбачала установку трьох турбін. Через великий попит на електроенергію всю установку розширили, в першу чергу збільшивши довжину шахти. Для збільшення установки скеля пропилювалась вздовж обох стін алмазними пилами на 2 метри, після чого те, що залишилось, підривали, а потім заново повторювали дану операцію. Таким чином утворилася глибока ущелина, зображена на рисунку 2. Для безпеки стіни ущелини закріплені товстою обшивкою з цегли.

В цій шахті і встановлені турбіни; вся установка в основному складається з труб, що постачають воду, турбінних коліс та валів з підшипниками. Підведена з верхньої течії вода прямує спочатку до впускного каналу, який зображений на рисунку 3, а потім вона підводиться до окремих турбінних труб. Труби підводять її до самих турбін, які, як показано на рисунку 4, встановлені трохи вище підошви шахти.
В шахті встановлено вісім таких турбін, розташування яких схематично зображено на рисунку 5.
В шахті є три галереї, які дозволяють підходити до підшипників; кожен вал, що доходить до машинного відділення, закінчується у відповідній динамо-машині.
Самі турбіни були побудовані по кресленням фірми Фет та Піккар в Женеві, бо американці виявилися недостатньо компетентними в конструюванні таких великих турбін. Кожна з них складається, як видно на рисунку 6, з двох окремих турбін, які встановлені одна під іншою та з'єднані спільною оболонкою, одна з них розташована вище отвору, що впускає воду, інша – нижче, завдяки такому розташуванню тиск води врівноважується і не перенавантажує підшипники. На верхнє колесо діє більший тиск води, ніж на верхнє, завдяки чому цей надлишок тиску врівноважує, з точністю до кількох відсотків, вагу турбіни, валу та частини динамо-машини, що складає близько 68500 кілограмів.
Кожне колесо знаходиться в особливій оболонці з рідкого заліза; отвори колеса, що обертається можуть закриватися для регулювання. Від валу, що з'єднує два колеса іде великий вал зі стальних труб, що підтримується направляючими та кінцевими підшипниками.
Динамо-машинам необхідно, щоб швидкість обертання була приблизно сталою для того, щоб вони могли підтримувати на постійному рівні напругу та частоту струму, що необхідно для надійності виробництва. Для такого регулювання встановлюють регулятор, що врівноважує витікання води з турбіни за допомогою відцентрового зрівнювача; зрівнювач то підіймає, то опускає напрямну штангу, з'єднану з перекриваючими та оточуючими колесами циліндра, що обертаються. Це відбувається так. В регуляторі рухаються два вали в протилежному напрямі. Один чи інший може бути з'єднаним з зубчатою передачею, яка охоплює з'єднану з направляючою штангою зубчату рейку. В залежності від того, який із з'єднаних валів починає діяти, зубчата рейка піднімається чи опускається. Те чи інше з'єднання досягається за допомогою магнітного з'єднання, тобто подібно до звичайних з'єднань, що труться; обидва вали щільно з'єднуються чи роз'єднуються внаслідок дії електромагніту. Для з'єднувального валу, що обертається вліво та вправо потрібно задіяти два електромагніти, щоб в залежності від того, котрий з них активізується, зубчата штанга опускалась,  підіймалась чи залишалась би у спокої, якщо ні один з магнітів не активізувався.
Відцентровий регулятор з'єднаний з електричним контактом. Якщо число обертів турбінного валу нормальне, обидві кулі відцентрового двигуна розходяться настільки, що з'єднаний з ними контактний прилад не має ніде контакту. З уповільненням турбінного валу кулі зближуються, внаслідок чого цей контактний апарат починає діяти та до ланцюгу під'єднується той електромагніт, який за допомогою великої кількості механізмів підіймає зубчату штангу. Якщо вал обертається занадто швидко, то починають діяти інший контакт, інший магніт, інше з'єднання, і зубчата штанга стягується вниз.